# Франческо Моросини
Франческо Моросини (итал. Francesco Morosini; 26. фебруар 1619 — 16. јануар 1694) је био млетачки дужд од 1688. до 1694, у јеку Великог турског рата. Био је члан чувене племићке венецијанске породице Моросини, која је дала неколико дуждева и генерала. Био је "увек обучен у црвено од главе до пете и никада није ишао у борбу без свог мачка уз себе." 

## Биографија
Још као младић учествовао је у поморским подхватима млетачке морнарице. Од 1656. је генерални провидур Крита, а од 1657. адмирал млетачке морнарице. Борио са против Османлија по Леванту, све до 1661. кад је због оптужби, смењен и позван на суђење у Венецију. Након што је ослобођен од свих оптужби, поновно је на мору од 1666. и као адмирал узима учешће у Кандијском рату. Тек од 1669. живи у миру у Венецији, изабран је за прокуратора Базилике св. Марка. Нови судски процес против њега, који је покренут због оптужби да олако предао Хераклион, није га зауставио од учествовања у политичком животу Венеције, у којој је до 1683. радио и као ревизор фортификација на копну.
Од 1684. поновно је на мору и узима учешће у Морејском рату, у ком је успео у свега четири године поновно да заузме Пелопонез од Османлија, па је звог тог и назван Пелопонешки.
Исте године кад је изабран за дужда 1688. није ни дочекао да се доврше све церемоније око његовог устоличења, већ се прихватио команде над експедицијом која је неуспешно опседала Еубеју. 
Иако већ стар и немоћан поновно се 1693. прихватио морнарице, али је следеће године умро у Нафплиону. Сахрањен је у венецијанској базилици - Санто Стефано у гробници коју су 1694. исклесали Антонио Гаспари и Филиппо Пароди.